# Радиохирургија
Радиохирургија, стереотаксијска радиохирургија један је од облик радиотерапије у току које се одређена доза радијације високо фокусираним зрацима усмерава у прецизно ограничена и специфична подручје у мозгу. Она се разлику од стереотаксичне хирургија и не спада у класичну хируршку интервенцију јер у току ове интервенције нема резова или трепанације костију, а сам поступак је минимално инвазиван, иако је промена на оболелом ткиву након третмана таква да одаје утисак хируршке интервенције.
Овом врстом терапије третирају се тумори и њихове метастазе у мозгу, кичменој мождини и кичми (бенигни и малигни), абнормалности у крвним судовима мозга и остале функционалне неправилности нервног система. Појам стереотаксија (по коме ова метода носи назива и стереотаксичка радиохирургија), односи се на геометријски тродимензионални координатни систем који у овој неурохируршкој интервенцији омогућава прецизну корелацију виртуелне (сликовне или имиџинг) „мете“-патолошког процеса, која се може видети на болесниковим дијагностичким сликама (Компјутеризована томографија, Магнетна резонантна томографија и Позитрон емисиона томографија), са правом позицијом анатомског циљаног подручја у болесниковом телу.

## Разлика између радиотерапије и радиохирургије
Радиохиругију не треба никако поистовећивати са радиотерапијом, или на радијацији заснованом лечењу. И поред тога што обе врсте третмана користе радијационо зрачење нпр. за лечење тумора, њихових метастаза и других неспецифичних процеса оне су по својој суштини комплементарне терапије, јер се међусобно допуњују.
Радиотерапија
У односу на радиохирургију, радиотерапија не спада у групу јако селективних метода, јер њено зрачење истовремено делује на здраво и туморско ткиво. Она се заснива на различитој осетљивост ткива на поједине дозе радијације и њихово трајање дејства. На тај начин радиотерапија може деловати на одређено туморско ткиво којем се жели спречити раст или сасвим уништити. Како би се смањила доза радијације у здравом ткиву, и тиме умањио штени ефекат зрачења, радиотерапија је подељена на 10 до 30 сеанси. Ово је такође један од великих недостатак радиотерапије у односу на радиохируршки третман који се спроводи у једнодневној сеанси, јер често захтева од болесника да проведе на радиотерапији две до шест недеља, што за болешћу исцрпљеног болесника и његову породицу преставља велик терет.
Главни недостатак радиотерапије поред вишедневног трајања, је и тај што она делујући на шире области мозга има већу неуротоксичност. Значајне неуротоксичне промене након ове терапије су губитак косе (алопеција), мучнина, повраћање, летаргија, запаљење средњег ува и тешки едеми мозга. Иако су неки од ових ефеката могу бити пролазни, дерматитиса, алопеција, и запаљење средњег ува може трајати месецима после зрачења. Хронични ефекти су још озбиљније, и најчешће су; атрофија, леукоенцефалопатија, зрачењем изазвана некроза, погоршање неуролошких поремећаја и деменције. Тако је, према подацима из литературе, развоја тешке зрачењем индуковане деменције присутан у 11% код болесника који су преживели једну годину и до 50% код оних који су преживели две године.
Радиотерапија се најчешће користи код примарних тумора мозга (тумора глија) као и одређених подручја око тумора у која се тумор можда проширио, али то није видљиво на сликовним приказима начињеним компјутеризованом томографијом или магнетном резонантном томографијом.
Радиохирургија
Код радиохирургије за разлику од радиотерапије примењује се селективно, циљано зрачење, оболелог ткива радиоактивним зрацима из више извора како би се на тачно жељеној анатомској локацији повећала доза радијације, и истовремено у околном здравом ткиву обезбедила минимална и равномерно расподељена радиоактивна доза. У том циљу у радиохирургији се користи 192 или више емитованих зрака.
Радиохирургија или стереотаксијска радиохирургија минимално је инвазивна метода лечење лезија са стереотаксијским фокусирањем јонизујућућег зрачења, без хируршког реза. Пошто код ове врсте лечења не постоји хируршки рез или трепанација костију лобање, општа анестезија инфузија или трансфузија, компликације које могу настати након инцизионих процедура у радиохирургији не постоје Као резултат тога, ова метода је са јако ниском стопом компликација у односу на конвенционалну отворену хирургију, са сличном стопом излечења.
У почетку, радиохирургија је примењена само за лечење неколико интракранијалних болести јер у прво време није коришћен стереотаксијски оквир (рам) на лобањи. Упоредо са развојем технологије и акумулације знања из области медицинског имиџинга (сликовних метода), компјутерске технологије, физике зрачења, и радиобиологије, индикације у радиохирургију су проширене на разне начине.
Данас је, радиохирургија прихваћена као помоћна или примарна опција лечења многих болести и неурохируршких тумора. Тако нпр. шваном кранијалних нерава, менингиома мозга, аденом хипофизе и други бенигни тумори мозга постају све више главне индикације за лечење једном од метода радиохирургије.
Ова врста терапије најчешће је намењена секундарним (метастазираним) туморима потеклим из екстракранијалних карцинома, тригеминалним неуралгијама, али пре свега туморима који се јасно виде на сликовним приказима начињеним компјутеризованом томографијом или магнетном резонантном томографијом, као и туморима код којих не постоје могућност да се у њиховој околини налазе невидљиви процеси на компјутеризованој томографији или магнетној резонантној томографије.
Такође спиналне метастазе, и разни други облици рака у телу болесника све више постају индикације за екстракранијалну радиохирургију, нпр. тумори простате, дојке, женских гениталија итд.

## Врсте радиохирургије
Радиохирургија се можемо поделити на три врсте интервенција на основу три технолошки различита инструмента или апарата; на радиоактивном кобалту-60 заснованом гама ножу, на протонским зрацима који се стварају у циклотрону и високо енергетским X-зрацима који се стварају у линеарном акцелератору.
Како сваки од наведених уређаја ради на другачији начин и користе различите изворе радијације, тако сви они имају своје предности и мане и могу бити више или мање ефикаснији у појединим случајевима.

### Радиохирургија заснована на кобалту-60 (гама нож)
Основни принципи физике на којима је заснована примена гама ножа у начелу су остали иста од њеног зачећа. Уређај користи као извор енергије гама зрачење кобалта 60 (60Co), стабилни изотоп никла (60Ni), са полуживотом распада 5,26 година.
Радијациона јединица гама ножа састоји од радијално оријентисаног поља од 201 радиоактивног кобалт-60 као извора. Кобалт у своме стабилном стању има атомску масу 59 те се у реактору гађа неутроном. Однос протон/неутрон постаје нестабилан те долази до β зрачења, након чега елемент постаје радиоактивни никл који емитује гама зрачење, тј.као део процеса распада, ослобађа се један електрон, енергије до 315 keV и емитују два гама зрака енергије 1,17 MeV и 1,33 MeV.
Овако настало гама зрачење користи се за терапијски ефекат по коме је уређај и добио назив - „гама нож”.
Сама примена гама ножа, није заснована само на гама зрачењу, већ и на принципима стереотаксије, рендгенске технике, која се користи за тачну локализацију зрачења, и тиме постиже висок ниво прецизности на, простору > 0,3 до 35 милиметара. У том циљу, на главу болесника се пре почетка зрачења, поставља се стереотаксични рам и уз његову помоћ дефинише референтни координатни систем који омогућава да се тачке у мозгу, на које ће бити усмерен један од 192 снопа фотона, са високом прецизношћу.
Пре и током самог поступка користе се бројне имиџинг (сликовне) методе (као функционални маркери) како би се обезбедило да локације свих значајних области буде у оквиру јасно дефинисаних односа према стереотаксичном простору. У том циљу за правилно планирање рада гама ножа, развијен је високософистицирани компјутеризовани систем, уз чију помоћ се врши детаљно и прецизно усмеравање снопа и регулише доза гама зрачења у циљаном ткиву, и истовремено штити од нежељених последица нормално (здраво) мождано ткиво.

### Радиохирургија заснована на протонским зрацима
Терапија радиохирургије заснована ја на примени протонског зрачења, које уместо гама зрачења користи честице попут протона или неутрона. Протонско зрачење ствара се у циклотрону (нуклеарном реактору), у коме се сударају атоми који отпуштајући протоне, а ови потом користе у терапији тумора и других процеса у мозгу. Осим тумора мозга зрачење протонима користити се и за терапију тумора у осталим деловима тела. У неким клиничким ситуацијама, протонска терапија зрачењем показала се као супериорна у односу на алтернативе третмане.
Протонска терапија дели исте ризике и споредне ефекте са другим облицима терапије зрачењем. Међутим доза изван регије лечења може бити значајно мања за туморе дубоких-ткива него рендгенска терапија јер протонска терапија користи све предности Bragg врха. Иако је протонска терапија у непрекидној употреби више од 40 година, и сматра се развијеном терапијском технологијом, као и код свих медицинских сазнања и разумевања интеракције зрачења (протона, Х-зрачења, итд) између туморског и нормалног ткива још увек је несавршен.
Главни недостатак ових уређаја је њихова висока цена, због чега је само у малом броју установа у свету омогућена терапија протонским зрацима. Цена протона терапије је око 2,4 пута већи од терапије Х-зрачењем. Међутим, новији, компактни протонски бим извори могу бити четири до пет пута јефтиније и понудити много тачних тродимензионално циљање туморског процеса,па се од све усавршеније протонске технологије очекује да у све већем броју медицинских установа постане широко доступна.

### Радиохирургија заснована на линеарним акцелераторима
Системи којим радиохирургија лече туморе и остале лезије применом линеарних акцелератора заснива се на примени вискоенергетског Х-зрачења. У овим акцелераторима честице (које су најчешће извори електрона) линеарно се убрзавају, а потом сударају у катоди стварајући тако Х-зрачење високе енергије, које се онда користи у процесу терапије. Енергија тако добијеног зрачења може бити од 6 до 30 МеВ.
Ови уређаји познати су и као сајбернож (CyberKnife) или Х-нож (X-Knife). Разлика између добрих и лоших страна ових „ножева“ и гама ножа огледају се у следећем:
- Сајбернож користи Х-зрачења уместо гама зрачења,
- Током третмана сајбер нож се помера око пацијента, за разлику од гама ножа који је статичан.
- Већи тумори и већа ефективна подручје боље се третирају сајберножем, него код гама ножем.
- Терапија сајберножем због његове покретљивости спроводи се на флексибилнији начин.
- Слабија прецизност сајбер ножа у односу на чврсто фиксиран гама нож
- Сајберножем осим процеса на мозгу могу се третирати и остала подручја тела.